# 北西兰岛狩猎园林

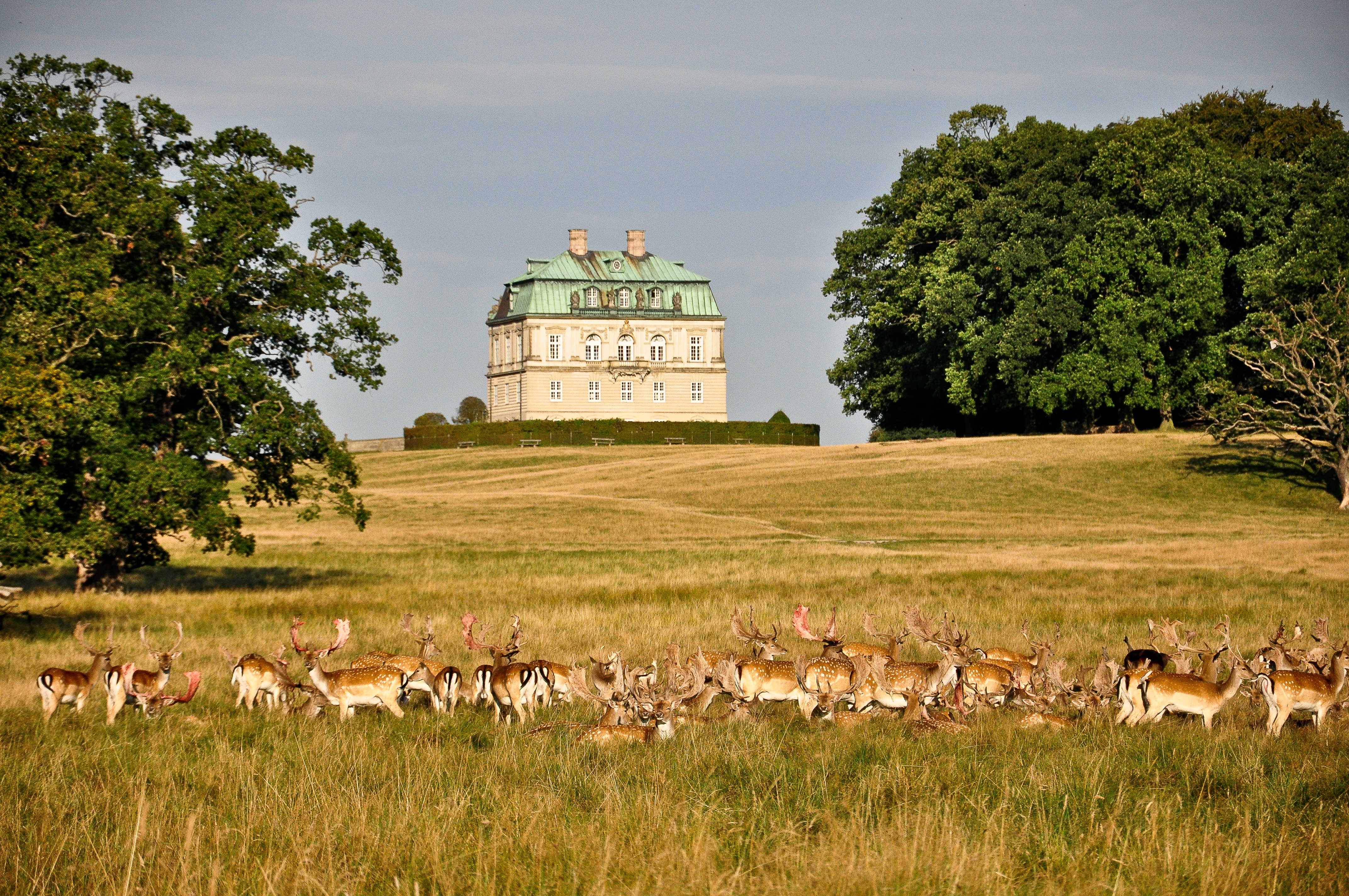
斯克斯堡鹿之园的鹿群

北西兰岛狩猎园林是哥本哈根的一系列狩猎场和森林，主要由斯托尔鹿之园，格里布斯科夫和斯克斯堡鹿之园组成，2015年7月4日入选联合国教育、科学及文化组织的《世界遗产名录》。

## 位置
三片森林都位于哥本哈根北部的北西兰半岛，斯克斯堡鹿之园和栅栏位于半岛东岸，距首都最近。斯托尔鹿之园呈方形，位于半岛中部，斯克斯堡鹿之园北面；格里布斯科夫更偏北部，毗邻埃斯魯姆湖。斯托尔鹿之园和格里布斯科夫都离腓特烈堡城堡和希勒勒镇不远。